# Йимсёйа (остров)

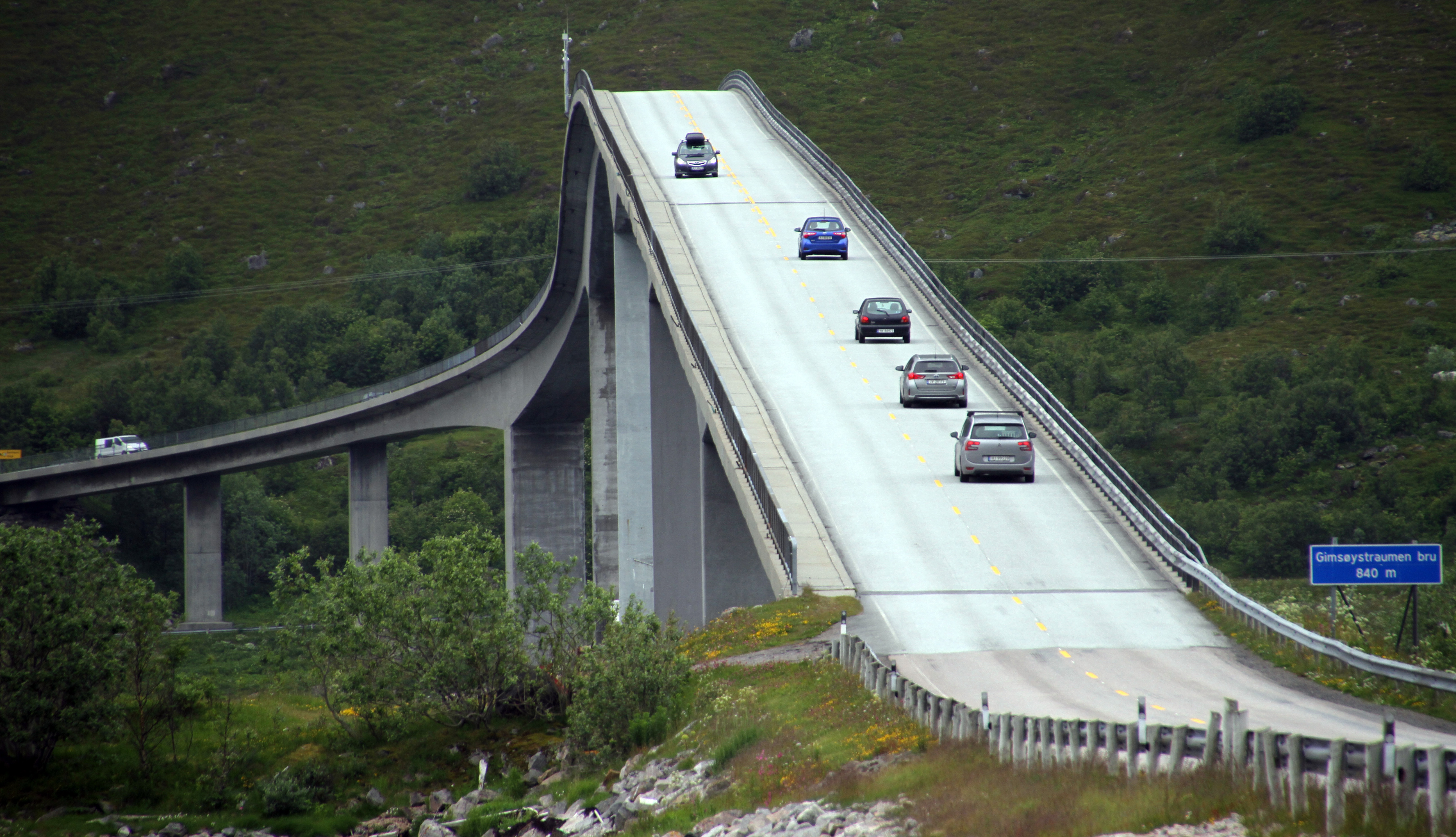
Gimsøystraumen bru

Йимсёйа (норв. Gimsøya) — остров в Норвежском море, Лофотенские острова, между островами Эуствогёй и Вествогёй. Площадь — 46,4 км². Население — 207 человек (2001).